# Semiothisa stenotrigonum
Semiothisa stenotrigonum là một loài bướm đêm trong họ Geometridae.